# Otto von Schrader
Otto von Schrader (ur. 18 marca 1888 w Ełku, zm. 19 lipca 1945 w Bergen) – admirał floty Kriegsmarine podczas II wojny światowej, odznaczony 19 sierpnia 1943 Krzyżem Rycerskim Krzyża Żelaznego.
W czasie w czasie I wojny światowej, w 1916 roku, ukończył szkołę dowódców okrętów podwodnych. 2 września 1916 roku objął dowództwo okrętu SM UC-31, na jego pokładzie odniósł pierwsze samodzielne zwycięstwo. 31 grudnia, u ujścia Tyne, zatopił brytyjską łódź patrolową „Protector” o pojemności 200 BRT, której 19 członków załogi zginęło. 27 września 1916 roku został na sześć miesięcy dowódcą SM UB-35. Pod jego dowództwem UB-35 zatopił pierwszy statek. 17 października w czasie patrolu po Morzu Północnym zatopił norweski parowiec „Sten” o pojemności 1046 BRT. Statek płynął z ładunkiem drobnicowym z Skien do Londynu. W czasie tego patrolu UB-35 pod dowództwem von Schradera zatopił 8 statków. Największym był duński parowiec „Guldborg” o pojemności 1569 BRT. UB-35 dowodził do 5 listopada 1916 roku. W okresie od 5 sierpnia do 31 października 1917 oraz 28 lutego do 18 sierpnia 1918 roku dowodził okrętem SM UB-64. Na jego pokładzie 23 lipca 1918 roku na południe od wybrzeży Irlandii zatopił brytyjski uzbrojony statek handlowy „Marmora” o pojemności 10 509 BRT. Statek płynął z Cardiff do Dakaru.
18 sierpnia 1918 roku Otto von Schrader zastąpił na stanowisku dowódcy okrętu SM U-53 kapitana Hansa Rose. Na tym okręcie von Schrader służył do 1 grudnia 1918 roku, kiedy to został poddany Royal Navy.
Pod koniec II wojny światowej został jeńcem wojennym w Norwegii, gdzie popełnił samobójstwo 19 lipca 1945.

## Odznaczenia
- Krzyż Rycerski Krzyża Żelaznego
- Złoty Krzyż Niemiecki
- Krzyż Żelazny I klasy[11] z ponownym nadaniem w 1939
- Krzyż Żelazny II klasy[11] z ponownym nadaniem w 1939
- Kawaler Orderu Hohenzollernów z mieczami na wstędze wojennej[11]
- Odznaka dla Załóg Łodzi Podwodnych[11]
- Hamburski Krzyż Hanzeatycki (Hamburg)[11]
- Srebrny Medal Imtiyaz z mieczami (Imperium Osmańskie)[11]
- Srebrny Medal Liakat z mieczami (Imperium Osmańskie)[11]
- Order Półksiężyca (Imperium Osmańskie)[11]
- Kawaler Orderu Zasługi Wojskowej z koroną (Bułgaria)[11]